# Symphony Hour
Symphony Hour (La hora de la sinfonía en español) es un cortometraje de animación estadounidense de 1942 producido por Walt Disney Productions y lanzado por RKO Radio Pictures. El corto muestra a Mickey Mouse dirigiendo una orquesta sinfónica patrocinada por Pete. La película fue dirigida por Riley Thomson y presenta música adaptada de la "Obertura de la Caballería Ligera " de Franz von Suppé. El elenco de voces incluye a Walt Disney como Mickey, Billy Bletcher como Pete y John McLeish como locutor de radio. Fue el 117.º corto de la serie de películas de Mickey Mouse que se estrenó, y el segundo de ese año.
La película marcó la última aparición teatral de Horace Horsecollar, Clarabelle Cow y Clara Cluck durante más de 40 años, y reapareciendo finalmente en Mickey's Christmas Carol (1983). Symphony Hour es también la última vez que Mickey apareció con el Pato Donald o Goofy en una película teatral durante el mismo tiempo.
Symphony Hour tiene similitudes con la película de 1935 The Band Concert. Leonard Maltin llamó a este corto una "versión de Spike Jones de The Band Concert".
La banda sonora de la versión "arruinada" de la Obertura de Caballería Ligera se usó en el episodio del 22 de octubre de 1956 de The Mickey Mouse Club.

## Trama
Mickey (bajo el nombre de "Michel Mouse") dirige una orquesta de radio que interpreta la Obertura de Caballería Ligera de Franz von Suppé. El patrocinador (Pete bajo el nombre de Mr. Macaroni) ama el ensayo y acepta que se muestre en concierto. La noche de la actuación, todo el mundo está pronto listo, excepto, por supuesto, Goofy, que accidentalmente deja caer todos los instrumentos debajo de un ascensor, dañándolos gravemente y por lo tanto haciéndolos incapaces de hacer sonidos musicales adecuados.
Mickey se queda sin saber del desafortunado percance hasta el momento de salir al aire y los músicos comienzan a "tocar" los instrumentos dañados. A lo largo del escandaloso concierto, Mickey lucha con la ansiedad mientras que Macaroni sufre una rabieta en su sala privada. Macaroni llora cuando termina el concierto, creyendo que su reputación está arruinada, pero se alegra cuando escucha los estruendosos aplausos del público.
Además de Goofy, otros miembros de la orquesta incluyen al Pato Donald, Clara Cluck, Clarabelle Cow y Horace Horsecollar. En un momento dado, Donald está tan harto del caos causado por los instrumentos dañados que empaca sus cosas y se va. Sin embargo, Mickey, que está decidido a seguir adelante pase lo que pase, apunta un arma a la cabeza de Donald para evitar que se vaya. El disparo del arma se cortaría en algunas impresiones de televisión.

## Reparto
- Mickey Mouse: Walt Disney
- Sylvester Macaroni (Pete): Billy Bletcher
- Clara Cluck: Florence Gill
- Pato Donald: Clarence Nash
- Goofy: Pinto Colvig
- Locutor de radio: John McLeish[5]

## Equipo de producción
Animación principal
- Jack Campbell
- Les Clark
- George De Beeson
- John Elliotte
- Ed Love
- Jim Moore
- Kenneth Muse
- Riley Thomson
- Bernard Wolf

Animación de efectos
- Joseph Gayek
- Jack Manning
- Ed Parks